# The Motels

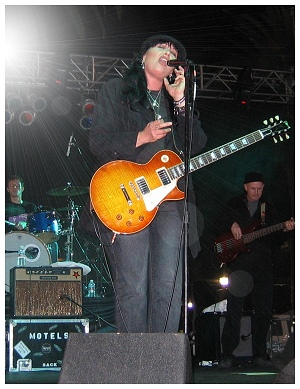
Martha Davis und die Motels, 2007

The Motels sind eine US-amerikanische New-Wave-Band aus Los Angeles um die Sängerin Martha Davis. Erste Erfolge hatten sie um 1980 vor allem in Australien und England. 1982/83 hatten sie in den USA mit zwei Goldalben und den Top-10-Hits Only the Lonely und Suddenly Last Summer ihren Karrierehöhepunkt. 1987 löste sich die Erfolgsformation auf.

## Bandgeschichte

### Anfänge und die zweiten Motels
Anfang der 1970er Jahre gründete Sängerin und Gitarristin Martha Davis die Warfield Foxes in ihrer Heimatstadt Berkeley. Die ersten Jahre waren von ständigen Veränderungen geprägt: Mitglieder kamen und gingen, die Band zog nach Los Angeles um und änderte den Namen in The Motels. Weil daran auch ein Plattenvertrag scheiterte, löste sich die Band 1976 wieder auf.
Wenig später unternahm Davis mit Bassist Michael Goodroe, Schlagzeuger Brian Glascock und Keyboarder Marty Jourard einen zweiten Anlauf mit den Motels. Sie unterschrieben einen Plattenvertrag mit Capitol Records und veröffentlichten 1979 ihr Debütalbum Motels. Damit kamen sie auf Anhieb in die Top 200 der US-Albumcharts. Total Control war ein erster Hit, der in USA zwar die Top 100 knapp verpasste und in den Bubbling-Under-Charts blieb, aber in Australien in die Top 10 kam.
Erneut hielt die Bandbesetzung nicht und Martys Bruder Jeff Jourard wurde als Gitarrist von Tim McGovern ersetzt, der allerdings auch nur bis zum nächsten Album blieb. Es hieß Careful und brachte sie in USA unter die Top 50. Die Songs des Albums, insbesondere Whose Problem? und Days Are O. K., waren erneut im Ausland erfolgreicher als in der Heimat und kamen in die Top 50 der britischen Charts. Streit um das nächste Album Apocalypso, das vom Label abgelehnt wurde, führte zum Abschied von McGovern.

### Goldjahre und die dritten Motels
Mit Guy Perry als neuem Gitarristen begann 1982 die erfolgreichste Zeit der Motels.
Eine überarbeitete Version des Albums unter dem Titel All Four One erschien im April des Jahres und erreichte Platz 16 der US-Charts. Insbesondere die zeitgleich veröffentlichte Single Only the Lonely trieb den Erfolg voran. Sie stieg auf Platz 9 der Singlecharts, in denen sich auch noch zwei weitere Albumsongs platzieren konnte. Für eine halbe Million verkaufte Exemplare wurde das Album mit Gold ausgezeichnet.
Mit dem vierten Album Little Robbers konnte die Band nahtlos an den Erfolg anknüpfen. Es erreichte Platz 22 und ebenfalls Goldstatus, mit Suddenly Last Summer enthielt es einen zweiten Top-10-Hit, der sogar Platz 1 in den Rockcharts erreichte.
Zwischenzeitlich trug die Band auch zu den Soundtracks der Filmkomödien Moskau in New York und Die Aufsässigen bei, bevor sie 1985 das Album Shock veröffentlichten. Es war durchaus erfolgreich und brachte mit Shame einen weiteren Singlehit, blieb aber ein Stück weit hinter den beiden Vorgängeralben zurück. Erneut kam es zu Unruhe in der Band und nachdem bei Martha Davis eine Krebserkrankung diagnostiziert wurde, löste sie die Motels 1987 auf.
Im selben Jahr veröffentlichte sie ihr erstes Soloalbum Policy, das aber außer dem kleineren Charthit Don’t Tell Me the Time auf wenig Resonanz stieß. Nach überstandener Krebsbehandlung machte sie solo bzw. ohne feste Begleitmusiker weiter, bevor sie sich rückbesann und ab 1998 wieder als The Motels featuring Martha Davis auftrat. Aber erst 2018 erschien mit The Last Few Beautiful Days ein neues Motels-Album.

## Mitglieder
Kernbesetzung 1982/83
- Martha Davis (* 15. Januar 1951 in Berkeley), Sängerin
- Guy Perry, Gitarre, ab 1981
- Marty Jourard, Keyboard
- Michael Goodroe, Bass
- Brian Glascock, Schlagzeug

Weitere Mitglieder
- Jeff Jourard, Gitarre, bis 1979
- Tim McGovern, Gitarre, um 1980
- Scott Thurston, Gitarre, ab 1983

## Diskografie

### Alben
| Jahr | Titel          | Höchstplatzierung, Gesamtwochen, AuszeichnungChartsChartplatzierungen (Jahr, Titel, Platzierungen, Wochen, Auszeichnungen, Anmerkungen) | Anmerkungen |
| Jahr | Titel          | US | Anmerkungen |
| ---- | -------------- | --- | ----------- |
| 1979 | Motels         | US175 (2 Wo.)US |             |
| 1980 | Careful        | US45 (20 Wo.)US |             |
| 1982 | All Four One   | US16 Gold · (41 Wo.)US |             |
| 1983 | Little Robbers | US22 Gold · (24 Wo.)US |             |
| 1985 | Shock          | US36 (16 Wo.)US |             |

Weitere Alben
- No Reservations / US-Titel: No Vacancy (Best-of-Album, Australien: 1988, USA: 1990)
- Standing Room Only (Livealbum, 2007)
- This (2008)
- Apocalypso (2011, aufgenommen 1981)
- The Last Few Beautiful Days (2018)

Martha Davis (solo)
- Policy (1987)
- … So the Story Goes (2004)
- Beautiful Life (2008)

### Singles
| Jahr                | Titel Album                                                | Höchstplatzierung, Gesamtwochen, AuszeichnungChartplatzierungen (Jahr, Titel, Album, Platzierungen, Wochen, Auszeichnungen, Anmerkungen) | Höchstplatzierung, Gesamtwochen, AuszeichnungChartplatzierungen (Jahr, Titel, Album, Platzierungen, Wochen, Auszeichnungen, Anmerkungen) | Anmerkungen |
| Jahr                | Titel Album                                                | UK | US | Anmerkungen |
| ------------------- | ---------------------------------------------------------- | --- | --- | ----------- |
| 1980                | Whose Problem? Careful                                     | UK42 (4 Wo.)UK | — |             |
| 1981                | Days Are O. K. (But the Nights Were Made for Love) Careful | UK41 (3 Wo.)UK | — |             |
| 1982                | Only the Lonely All Four One                               | — | US9 (23 Wo.)US |             |
| 1982                | Take the L All Four One                                    | — | US52 (9 Wo.)US |             |
| 1982                | Forever Mine All Four One                                  | — | US60 (8 Wo.)US |             |
| 1983                | Suddenly Last Summer Little Robbers                        | — | US9 (20 Wo.)US |             |
| 1983                | Remember the Nights Little Robbers                         | — | US36 (12 Wo.)US |             |
| 1985                | Shame Shock                                                | — | US21 (13 Wo.)US |             |
| 1985                | Shock                                                      | — | US84 (3 Wo.)US |             |
| Martha Davis (solo) |                                                            | | |             |
|                     |                                                            | | |             |
| 1987                | Don’t Tell Me the Time Policy                              | — | US80 (8 Wo.)US |             |

Weitere Singles
- Closets & Bullets (1979)
- Total Control (1979)
- Anticipating (1980)
- Danger (1980)
- Mission of Mercy (1982)
- Art Fails (1983)
- Little Robbers (1983)
- Footsteps (1984)
- In the Jungle (Concrete Jungle) (Film: Teachers, 1984)
- Icy Red (1985)
- Love and Affection (1986)

Martha Davis (solo)
- We’ve Never Danced (1987)
- Tell It to the Moon (1988)
- Just Like You (1988)
- Don’t Ask Out Loud (1988)
- What Money Might Buy (1988)